# 海王星 (搞笑組合)
海王星（Neptune），簡稱Nep（ネプ），日本搞笑三人組合，由名倉潤（隊長、吐槽擔當）、原田泰造（裝傻擔當）和堀內健（總裝傻兼吐槽擔當）。所屬經紀公司是渡邊娛樂。
組合名字源自於漫畫《金肉人》的一個角色「海神人」（Neptuneman）。
主持多個黃金檔節目，包括《Nep League》、《閒聊007》、《珍奇百景鑑定團》等。

## 外部連結
- 官方網站 （页面存档备份，存于）（日語）